# كيس سلوي

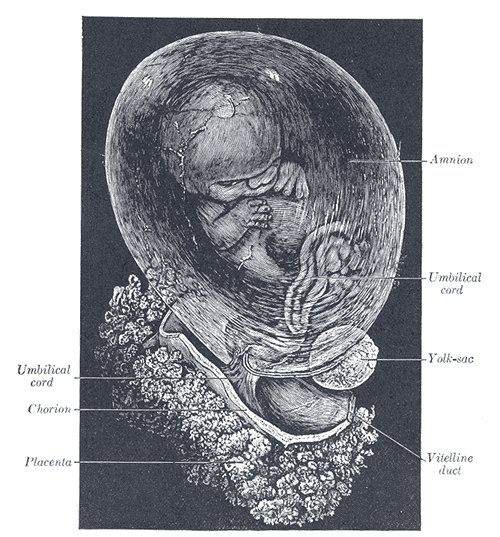
جنين آدمي داخل الكيس السلوي Amnion.

يُعد الكيسُ السَّلوِيّ (أيضًا كيسُ الصَّاء أو الكيس الأمينوسي) كيسًا يتطور فيه الجنين الحي في حيوان سلوي. وهو زوج من الأغشية النسيجية القوية ولكنها رقيقة وشفافة في نفس الوقت وتحمل الجنين الناشئ (فيما بعد الجنين الحي) حتى قبل الولادة بوقتٍ قصير. ويحتوي الغشاء النسيجي الداخلي أو السلى على السائل السَّلويّ والجنين الحي. في حين يحتوي الغشاء النسيجي الخارجي أو المَشيماء على السلى، كما أنه جزء من المشيمة. ويُعتبَر جدارها هو السلى، وهو الجزء الداخلي من الغشاءين الجنينيين. ويغلف الجوف السَّلوِيّ والجنين. ويحتوي الجَوفُ السَّلَوِيّ على السائل السَّلويّ. وعلى الجانب الخارجي، يتصل الكيس السَّلوِيّ بالكيسُ المُحِّيّ وبالسِّقَاء، كما يتصل بالمشيمة عن طريق الحبل السُري.

## في الثدييات
يوفر الكيس السَّلوِيّ والمحتوى الموجود داخله سائلاً يحيط بالجنين ويلطف من الصدمات التي قد يتعرض لها. وهو يتيح للجنين الحركة بحريةِ داخل جدار الرحم. كما أنه يتيح له إمكانية الطفو.

### في الإنسان
في حال بقاء الكيس السَّلوِيّ بالكامل بعد الولادة، أو بقاء الأجزاء الكبيرة من الأغشية النسيجية محيطةً بالطفل حديث الولادة، فإن ذلك يسمى بسَلَى الرأس.
يكون الكيس السَّلوِيّ لامعًا وأملسًا عند رؤيته في الضوء، ولكنه قوي.

#### بَضْع السِّلَى
قد تقوم القابلة أو طبيب التوليد بإجراء تمزيق اصطناعي لأغشية الجنين (إيه آر أوه إم)، وهي العملية التي تُعرف أيضًا باسم بَضْع السِّلَى. وعادةً ما يتم ذلك باستخدام الصنارة السلوية أو غِمْد الإِصبع، ويُقصَد من ذلك تحفيز الولادة أو التعجيل بها.

## التنوع
يوجد السلى لدى البشر والثدييات الأخرى مثل حيوان السلوي، إلى جانب الزواحف والديناصورات والطيور، لكنه لا يوجد في البرمائيات ولا الأسماك.